# Actinodaphne mushaensis
Actinodaphne mushaensis är en lagerväxtart som först beskrevs av Bunzo Hayata, och fick sitt nu gällande namn av Bunzo Hayata. Actinodaphne mushaensis ingår i släktet Actinodaphne och familjen lagerväxter. Inga underarter finns listade i Catalogue of Life.